# Sługocin (voievodatul Polonia Mare)
Sługocin este un sat în districtul administrativ Gmina Lądek, din Powiatul Słupca, Voievodatul Polonia Mare, în partea de vest a Poloniei centrale. Satul este situat la aproximativ 12 kilometri sud de Słupca și la 71 de kilometri est de capitala regională Poznań.
Prin satul Sługocin trece drumul județean 467, iar autostrada A2 se află în apropiere, la nord de localitate, asigurând o legătură rutieră importantă în regiune.